# Marc Boreux
Marc Boreux (* 25. Oktober 1932) ist ein ehemaliger luxemburgischer Fußballspieler und -trainer.

## Karriere
Vom 1950 bis zum 30. Juni 1957 spielte er bei Spora Luxemburg, der 2005 mit Union Luxemburg und FC Aris Bonneweg zu RFC Union Luxemburg fusioniert wurde. Er wurde bei allen drei Spielen des Vereins in der ersten Runde Europapokal der Landesmeister 1956/57 eingesetzt und erzielte dabei drei Tore. Im Hinspiel gegen Borussia Dortmund, das am 1. August 1958 im Stadion Rote Erde ausgetragen wurde, erzielte Boreux in der 25. Minute die 0:1-Führung nach einer Vorlage von Léon Letsch. Nachdem Borussia Dortmund in der 31. Minute ausgeglichen hatte, erzielte Boreux in der 34. Minute die 1:2-Führung durch einen direkten Freistoß. In der zweiten Halbzeit erzielte Borussia Dortmund drei Tore – durch Alfred Niepieklo in der 54. Minute, Alfred Preißler in der 61. Minute und erneut Alfred Niepieklo in der 73. Minute. In der 88. Minute erzielte Boreux noch das Tor zum 4:3-Endstand, erneut nach einer Vorlage von Léon Letsch. Im Rückspiel, das Spora Luxemburg mit 2:1 gewinnen konnte, spielte Boreux, war jedoch nicht direkt an den Toren beteiligt. Auch im Entscheidungsspiel spielte Boreux, dieses ging mit 7:0 gegen Borussia Dortmund verloren. Als er Spora Luxemburg am 30. Juni 1957 verließ, beendete Boreux seine Karriere als Fußballspieler.
Nach seiner Spielerkarriere trainierte er vier luxemburgische Vereine: vom 1. Juli 1966 bis zum 30. Juni 1972 FC Avenir Beggen, vom 1. Juli 1974 bis zum 30. Juni 1975 die Red Boys Differdingen, vom 1. Juli 1975 bis zum 14. März 1978 Etzella Ettelbrück und vom 1. Juli 1978 bis zum 30. Juni 1981 F91 Düdelingen.